# Dianna Agron

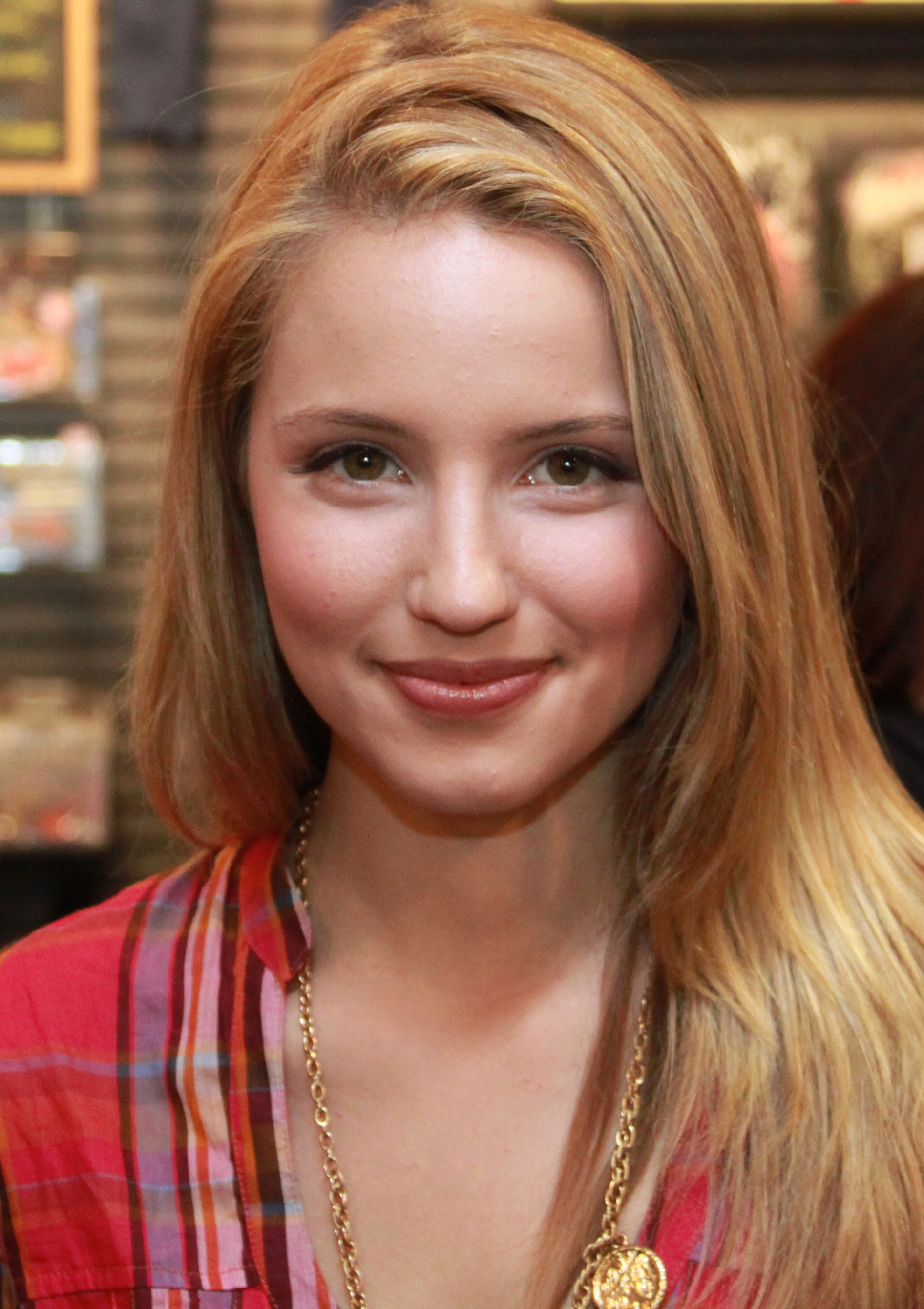
Dianna Agron (2009)

Dianna Elise Agron (* 30. April 1986 in Savannah, Georgia) ist eine US-amerikanische Sängerin und Schauspielerin, die durch ihre Rolle als Quinn Fabray in der US-amerikanischen Fernsehserie Glee bekannt wurde.

## Leben und Karriere
Agron wuchs in San Francisco auf. Die Familie ihres Vaters stammt ursprünglich aus Russland; ihr ursprünglicher Familienname Agronsky wurde von Beamten in Ellis Island verändert. Agrons Vater ist jüdisch, und ihre Mutter ist dem Judentum beigetreten; Dianna Agron hatte eine Bat Mitzwa. Sie verbrachte ihre Schulzeit auf der Burlingame Highschool in Kalifornien. Als Teenager gab sie Tanzunterricht.
Agron hatte Auftritte in Serien wie Shark, CSI: NY, Numbers – Die Logik des Verbrechens und eine wiederkehrende Rolle in Veronica Mars. Außerdem spielte sie die Rolle der Harper in einer 13-Episoden-Serie von Kurzfilmen namens It’s a Mall World von Milo Ventimiglia, die bei MTV ausgestrahlt wurde, und in der zweiten Staffel der Serie Heroes, ebenfalls mit Ventimiglia. Agron war außerdem Gastgeberin eines Mini-Musik-Festivals für 826LA in Los Angeles namens Chickens in Love. Agrons bekannteste Rolle ist die der Quinn Fabray, einer High-School-Cheerleaderin in der Fox-Fernsehserie Glee, in der sie eine der Hauptrollen spielte.
Agron wurde unter vielen anderen jungen Hollywood-Stars ausgewählt, um an der Marketingkampagne Walmarts Ocean Pacific Spring 2010 teilzunehmen. 2010 führte sie im Musikvideo zu Body von Thao with the Get Down Stay Down Regie. Das Video wurde auf der Website der Hilfsorganisation Oxfam America vorgestellt.
Agron wurde von People auf die Liste der Most Beautiful 2010 und auf Platz 26 der Top Hot 100 Liste von Afterellen.com gewählt. Sie ist Vegetarierin und unterstützt die Organisation PETA.

## Persönliches
Bei den gemeinsamen Dreharbeiten für den Film Ich bin Nummer Vier lernte Agron den britischen Schauspielkollegen Alex Pettyfer kennen und war bis Februar 2011 mit ihm liiert. Anfang 2016 verlobte sie sich mit Winston Marshall, Mitglied der Band Mumford & Sons. Das Paar heiratete am 15. Oktober 2016. Im August 2020 trennten sie sich.
In einem Interview gab der belgische Maler Harold Ancart an, dass er seit fast zwei Jahren mit Dianna Agron zusammen ist und mit ihr in New York lebt.

## Filmografie (Auswahl)
Filme (auch Kurzauftritte)
- 2005: Talkers Are No Good Doers
- 2007: Skid Marks

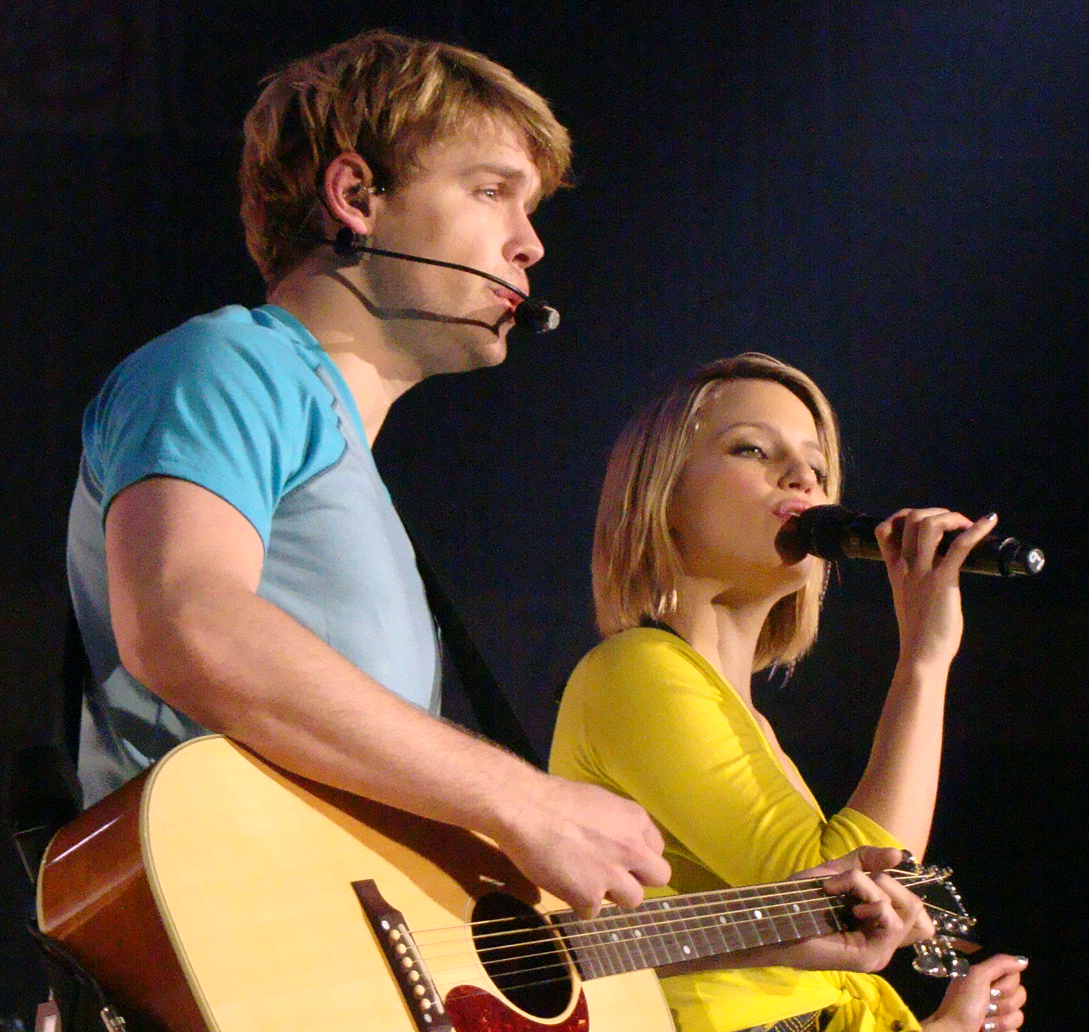
Chord Overstreet und Dianna Agron auf der Bühne für Glee Live!

- 2009: Celebrities Anonymous (Fernsehfilm)
- 2010: The Romantics
- 2010: Burlesque
- 2011: Ich bin Nummer Vier (I am Number Four)
- 2011: Der Jäger (The Hunters)
- 2011: Glee on Tour – Der 3D Film (Glee: The 3D Concert Movie)
- 2013: Malavita – The Family (The Family)
- 2015: Zipper
- 2015: Tumbledown
- 2015: Bare
- 2015: McQueen
- 2017: Die Wall Street Verschwörung (The Crash)
- 2017: Novitiate
- 2017: Hollow in the Land
- 2019: Against the Clock
- 2019: Berlin, I Love You
- 2020: Shiva Baby
- 2021: The Laureate
- 2022: As they made us
- 2022: Acidman
- 2023: Clock

Serien
- 2006: Drake & Josh (Folge 4x06)
- 2006: Close to Home (Folge 2x06)
- 2006: CSI: NY (Folge 3x07)
- 2006: Shark (Folge 1x08)
- 2006–2007: Veronica Mars (3 Folgen)
- 2007: Heroes (4 Folgen)
- 2008: Numbers – Die Logik des Verbrechens (Numb3rs, Folge 5x04)
- 2009–2015: Glee (74 Folgen)
- 2012: Punk’d (Folge 9x03)
- 2023: Der Auserwählte (The Chosen One, 6 Folgen)
- 2025: Doctor Odyssey (Folge 1x14)

Musikvideos
- 2013: Just Another Girl – The Killers
- 2015: I'm Not The Only One – Sam Smith